# Luigi Merati
Luigi Merati (Limbiate, 13 dicembre 1944) è un fumettista italiano.

## Biografia
Dopo il diploma alla Scuola Tecnica, inizia la carriera professionale come grafico presso la Standa (1960).
L'esordio nel fumetto avviene nei primi anni 60, quando realizza testi e disegni per alcune storie sulla vita di santi ed esploratori (Istituto Missioni Estere). Nel frattempo illustra anche alcuni libri per ragazzi per l'Editrice Lucchi.
Nel 1970 avvia una lunga collaborazione con la Edifumetto e successivamente con l'Editrice Dardo, disegnando storie di guerra per la Collana Eroica. Per la Mondadori disegna invece racconti liberi su Audax e la serie Kosmos, di cui crea graficamente l'omononimo personaggio protagonista.
Dopo aver lavorato su Corrier Boy (Rizzoli), nel 1974 viene arruolato da Sergio Bonelli. Questi lo inserisce dapprima nello staff del Piccolo Ranger e poi in quello di Mister No, dove Merati firma i suoi lavori in coppia con Vincenzo Monti.
Nel 1990 approda a Tiramolla come inchiostratore, per poi lavorare anche sulle pagine de Il Corriere dei Piccoli e su quelle de Il Giornalino. Nel frattempo prosegue anche l'attività di illustratore, che lo porta a collaborare con DeAgostini, Curcio, Hobby & Work e tantissimi altri editori.
Nel 2002 entra nello staff di Diabolik come inchiostratore, attività che attualmente svolge in tandem con Giorgio Montorio.